# 埃文·劉易斯

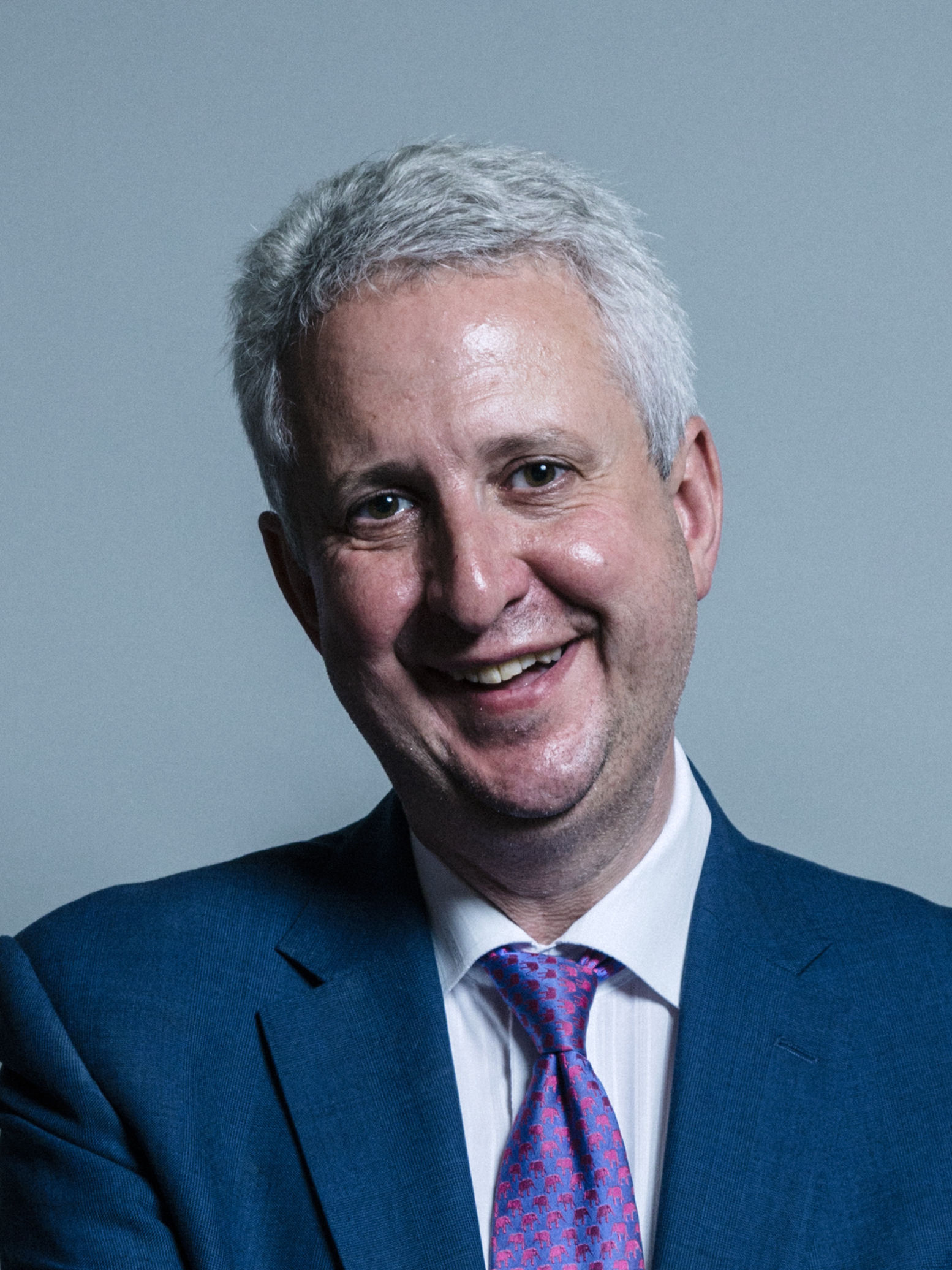

埃文·劉易斯（Ivan Lewis，1967年3月4日—）是一位英國政治人物，前工黨议员，现已退出工党，成为独立议员。他出生在一個猶太人家庭。自1997年開始，他擔任南貝里選區選出的英國下議院議員。2009年至2010年擔任白高敦內閣中的外交大臣。